# Franz Bucher (Künstler, 1940)

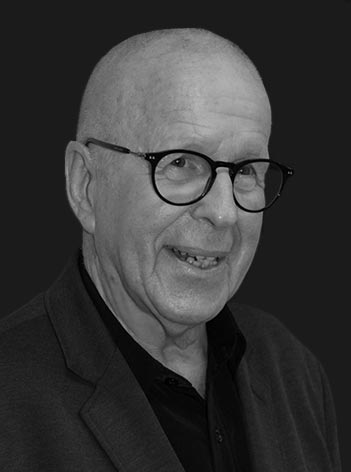
Franz Bucher (2017)

Franz Bucher (* 15. Januar 1940 in Sarnen) ist ein Schweizer bildender Künstler und Seminarlehrer.

## Leben
Die ersten Inspirationen erhielt Franz Bucher von seinem Vater Joseph Bucher, der in Sarnen als Dekorationsmaler tätig war. Nach dem Schulbesuch in Sarnen und im Kollegium St. Michael in Zug wurde er 1957 bis 1962 zum Dekorationsmaler ausgebildet und arbeitete in Luzern, Basel und Zürich. Der junge Bucher verbrachte viele Stunden in seinem Paddelboot in der freien Natur am Zugersee und beobachtete dort die Tiere und die Landschaft. Diese Erlebnisse prägten sein späteres Schaffen. In dieser Zeit reifte auch der Entschluss, den elterlichen Betrieb nicht zu übernehmen und stattdessen eine Künstlerlaufbahn einzuschlagen. Von 1963 bis 1967 studierte er an der Kunstgewerbeschule Basel und der Kunstgewerbeschule Luzern (KGSL). Einer seiner Lehrer in Luzern war der Maler und Grafiker Godi Hirschi. 1965 und 1966 unternahm Bucher Studienreisen nach Griechenland, Istanbul, Spanien und Marokko. Ab diesem Zeitpunkt erfolgte, unter dem Einfluss des Kubismus, der Schritt zur Abstraktion.
1967 heiratete Franz Bucher Pia Heer und zog nach Zug. Das Paar bekam vier Kinder.
1974 wurde er als Lehrer für Bildnerisches Gestalten und Fachdidaktik ans Seminar St. Michael Zug und an die Hochschule Luzern berufen (bis 2003).
Bucher lebt heute in Horw bei Luzern.

## Werk
1978 fertigt Bucher das zehn Meter breite und fast drei Meter hohe Tastbild an, das aus Schieferplatten, Sand, Holz und textilen Materialien eine Berglandschaft darstellt und eine Auftragsarbeit für das Blindenheim Horw ist. Beeinflusst durch eine Krebserkrankung wendet sich Bucher ab 1980 erneut der menschlichen Figur zu bei der die Farbe Schwarz eine entscheidende Rolle spielt. Das Werk Statio I bis XV (1982/83) zeigt den menschlichen Kreuzweg in expressionistischen Ölbildern auf Baumwolle. Teile des Werks befinden sich im Bündner Kunstmuseum in Chur. Nach der Genesung verwendet er wieder vermehrt Farben in seinem Werk. Nach der Retrospektive 1985 im Bündner Kunstmuseum fand mit Unterstützung der Schweizer Kulturstiftung Pro Helvetia von 1989 bis 1990 eine Wander-Ausstellung durch Ungarn in den Kunstmuseen von Esztergom, Tata und Budapest statt. Seine Werke sind in zahlreichen privaten und öffentlichen Sammlungen, in Kirchen und Museen vertreten. Neben der Malerei und dem graphischen Werk finden vor allem seine grossformatigen Relief- und Wandbilder im öffentlichen oder sakralen Raum Beachtung.
Die jahrelange Auseinandersetzung mit dem atmosphärischen Licht führte zu den Arbeiten mit farbigem Glas und zur Auseinandersetzung mit dem Nordlicht, das er 1998 und 2004 auf Reisen nach Norwegen und  Island erlebte und danach malerisch umsetzte.

## Mitgliedschaften
- Seit 1976 ist Bucher Mitglied der Gruppe XYLON, der internationalen Vereinigung der Holzschneider. Die Mappe Xylon 55 mit Original-Holzschnitten ist Franz Bucher gewidmet.[7]
- Von 1971 bis 1989 war Bucher Mitglied der Vereinigung Zuger Künstler.
- Von 1986 bis 1992 war er Mitglied der Kornschütte- und der Kunstpreis-Kommission der Stadt Luzern.
- 1990 wurde er in die Künstlergemeinschaft der GSBM Gilde Schweizer Bergmaler aufgenommen.
- Von 1995 bis 2010 wirkte Bucher als Mitglied der Kunstkommission der Hirslanden-Klinik St. Anna in Luzern.
- Von 2005 bis 2018 war er Mitglied der Schweizer Künstlergruppe verarte.ch.[8]

## Bibliographie (Auswahl)
- Franz Bucher, Romano Cuonz, Christian Bucher: Tagebuch der Sehnsucht. Albert-Köchlin-Stiftung, Luzern 2016, ISBN 978-3-907164-41-9.
- Franz Bucher: Lichter des Nordens, the northern lights. Wallimann, Alpnach 2007, ISBN 978-3-908713-71-5.
- Franz Bucher, Romano Cuonz: Veränderungen. Brattig-Verlag, Alpnach 2002, ISBN 3-905198-66-5.
- Franz Bucher – das graphische Werk 1970–2000. Diopter, Luzern 2001, ISBN 3-905425-09-2.
- Fabrizio Brentini: Franz Bucher, mein Thema ist Malerei. Gisler, Altdorf 1993, ISBN 3-9520235-7-4.
- Geschnitten – Gedruckt – La Lumière du Bois. Edition Xylon Verlag, Hauterive 1986.
- Kunst aus Obwalden. Bündner Kunstmuseum, Chur 1985.

## Ausstellungen (Auswahl)
- 1971 Kunsthaus Luzern, IMF
- 1975 Aargauer Kunsthaus, Aarau (Katalog)
- 1985 Bündner Kunstmuseum, Chur (Katalog)
- 1986 Städtische Galerie Kornschütte im Rathaus Luzern
- 1989 Budapest, Kuny Domokos Megyei Múzeum (Tata Var), Ungarn, Pro Helvetia (Katalog)
- 1990 Balassa Bàlint Muzeum, Esztergom, Ungarn, Pro Helvetia (Katalog)
- 1995 Galerie Dolezal, Zürich
- 1998 Galerie Ramseyer und Kaelin, Bern
- 2001 Tal Museum Engelberg (Monografie)
- 2002 Museum Bruder Klaus Sachseln (Buch)
- 2006 Das Ding mit dem Tod, KuZeB, Bremgarten AG[9]
- 2007 Tal Museum Engelberg (Buch)
- 2009 Pontificio Ateneo Sant’Anselmo, Rom
- 2012 Galerie Art+Vision bei Martin Thönen, Bern
- 2012 Kunsthalle Ziegelhütte, Appenzell, GSBM-Ausstellung
- 2015 Bromer Kunst, Roggwil BE
- 2016 Talmuseum Engelberg
- 2017 Z-Galerie, Baar
- 2018 Kornschütte Luzern, Nationale Ausstellung der GSBM
- 2018 Schweizerisches Alpines Museum, Bern, jurierte Kabinett-Ausstellung der GSBM, Bergpassionen

## Auszeichnungen (Auswahl)
- 1964/65 Stipendien des Kantons Obwalden
- 1972/74/75 Eidgenössische Kunststipendien, Swiss Art Awards
- 1975 1. Preis Kanton Schwyz: «Schweizer Künstler sehen den Kanton Schwyz»
- 1979/81 Preis der 2. Int. Graphik-Biennale, Cagliari, Kat.
- 1988 Premio, Milano Capitale dell’ Arte-Artista dell’ Anno
- 1992 Horwer Kulturpreis[10]
- 1996 Obwaldner Kulturpreis[11]